# ヨン・サンホ
ヨン・サンホ（연상호、1978年 - ）は、韓国の映画監督・ アニメ監督・脚本家。ソウル特別市出身。祥明大学校西洋学科卒業。自身がアニメ監督出身ということもあり、来日時のインタビューで好きな映画監督にアニメ監督の今敏を挙げている。

## 作品

### アニメーション映画

#### 短編
- Megalomania of D（1997年） - 監督・脚本
- D-Day（2000年） - 監督・脚本
- 地獄 (二つの生)（2003年） - 監督・脚本・制作・キャラクターデザイン・撮影・アニメーション・美術・音楽・照明・編集
- インディ・アニ・ボックス: セルマのタンパク質コーヒー（2008年） - 監督
- 愛はタンパク質（2008年） - 監督・脚本
- 窓（2012年） - 監督・脚本・作画・演出・背景美術・声

#### 長編
- 豚の王（朝鮮語版）（2011年） - 監督・脚本・演出・キャラクターデザイン・原画・演出・絵コンテ・背景・編集・声優　※韓国の長編アニメーション映画初のカンヌ国際映画祭（監督週間部門）出品作品[1]
- フェイク〜我は神なり（朝鮮語版）（2013年） - 監督・脚本・演出・原画・絵コンテ・合成・編集・声
- ウリビョル1号とまだら牛（2013年） - 声
- ソウル・ステーション/パンデミック（2016年） - 監督・脚本・プロデュース

### 実写映画

#### 長編
- 発狂する現代史（2014年） - プロデュース・合成
- 新感染 ファイナル・エクスプレス（2016年） - 監督・脚本・声
- サイコキネシス -念力-（2018年） - 監督・脚本
- 新感染半島 ファイナル・ステージ（2020年） - 監督・脚本
- 呪呪呪/死者をあやつるもの（2021年） - 原作・脚本[3]
- JUNG_E ジョンイ（2023年） - 監督・脚本
- 35th Street（TBA）- 監督・脚本

### テレビドラマ
- 謗法（朝鮮語版）（2020年、tvN） - 脚本[4]
- 地獄が呼んでいる (2021年、Netflix) - 監督・脚本・漫画原作
- ソンサン －弔いの丘－ (2023年、Netflix) - 製作・共同脚本
- 寄生獣 −ザ・グレイ− (2024年、Netflix) - 監督・共同脚本
- ガス人間 (未発表、Netflix) - 脚本・製作総指揮[5]

## 受賞歴
- 2011年度 - 『豚の王』
  - 第16回釜山国際映画祭 DGKアワード 監督賞
- 2013年度 - 『フェイク〜我は神なり』
  - 第46回シッチェス・カタロニア国際映画祭 アニメーション最優秀作品賞
  - 第34回韓国映画批評家協会賞 国際批評家連盟 韓国本部賞
  - 第1回ワイルドフラワー映画祭 監督賞
- 2016年度 - 『新感染 ファイナル・エクスプレス』
  - 第49回シッチェス・カタロニア国際映画祭 監督賞
  - 第53回百想芸術大賞 新人監督賞
  - 第25回釜日映画賞 ユ・ヒョンモク映画芸術賞
  - 第36回韓国映画評論家協会賞 10大映画賞
  - 第8回今年の映画賞 今年の発見賞